# Ministri della cultura della Repubblica Italiana
I ministri della cultura della Repubblica Italiana si sono avvicendati dal 1974 in poi.

## Lista
| Ministro                                                    | Ministro         | Ministro                                  | Partito                                 | Governo          | Mandato          | Mandato          | Leg.          |
| Ministro                                                    | Ministro         | Ministro                                  | Partito                                 | Governo          | Inizio           | Fine             | Leg.          |
| ----------------------------------------------------------- | ---------------- | ----------------------------------------- | --------------------------------------- | ---------------- | ---------------- | ---------------- | ------------- |
| Beni culturali e ambiente                                   |                  |                                           |                                         |                  |                  |                  |               |
|                                                             |                  | Giovanni Spadolini (1925-1994)            | Partito Repubblicano Italiano           | Moro IV          | 23 novembre 1974 | 12 febbraio 1976 | VI            |
| Beni culturali e ambientali                                 |                  |                                           |                                         |                  |                  |                  |               |
|                                                             |                  | Mario Pedini (1918-2003)                  | Democrazia Cristiana                    | Moro V           | 12 febbraio 1976 | 30 luglio 1976   | VI            |
| Andreotti III                                               | 30 luglio 1976   | Mario Pedini (1918-2003)                  | Democrazia Cristiana                    | 13 marzo 1978    | VII              |                  |               |
|                                                             |                  | Dario Antoniozzi (1923-2019)              | Democrazia Cristiana                    | Andreotti IV     | VII              | 13 marzo 1978    | 21 marzo 1979 |
| Andreotti V                                                 | 21 marzo 1979    | Dario Antoniozzi (1923-2019)              | Democrazia Cristiana                    | 5 agosto 1979    | VII              |                  |               |
|                                                             |                  | Egidio Ariosto (1911-1998)                | Partito Socialista Democratico Italiano | Cossiga I        | 5 agosto 1979    | 4 aprile 1980    | VIII          |
|                                                             |                  | Oddo Biasini (1917-2009)                  | Partito Repubblicano Italiano           | Cossiga II       | 4 aprile 1980    | 18 ottobre 1980  | VIII          |
| Forlani                                                     | 18 ottobre 1980  | Oddo Biasini (1917-2009)                  | Partito Repubblicano Italiano           | 28 giugno 1981   |                  |                  | VIII          |
|                                                             |                  | Vincenzo Scotti (1933)                    | Democrazia Cristiana                    | Spadolini I      | 28 giugno 1981   | 23 agosto 1982   | VIII          |
| Spadolini II                                                | 23 agosto 1982   | Vincenzo Scotti (1933)                    | Democrazia Cristiana                    | 1º dicembre 1982 |                  |                  | VIII          |
|                                                             |                  | Nicola Vernola (1932-2000)                | Democrazia Cristiana                    | Fanfani V        | 1º dicembre 1982 | 4 agosto 1983    | VIII          |
|                                                             |                  | Antonio Gullotti (1922-1989)              | Democrazia Cristiana                    | Craxi I          | 4 agosto 1983    | 1º agosto 1986   | IX            |
| Craxi II                                                    | 1º agosto 1986   | Antonio Gullotti (1922-1989)              | Democrazia Cristiana                    | 18 aprile 1987   |                  |                  | IX            |
| Fanfani VI                                                  | 18 aprile 1987   | Antonio Gullotti (1922-1989)              | Democrazia Cristiana                    | 29 luglio 1987   |                  |                  | IX            |
|                                                             |                  | Carlo Vizzini (1947)                      | Partito Socialista Democratico Italiano | Goria            | 29 luglio 1987   | 13 aprile 1988   | X             |
|                                                             |                  | Vincenza Bono (1942)                      | Partito Socialista Democratico Italiano | De Mita          | 13 aprile 1988   | 23 luglio 1989   | X             |
|                                                             |                  | Ferdinando Facchiano (1927-2022)          | Partito Socialista Democratico Italiano | Andreotti VI     | 23 luglio 1989   | 13 aprile 1991   | X             |
|                                                             |                  | Giulio Andreotti (ad interim) (1919-2013) | Democrazia Cristiana                    | Andreotti VII    | 13 aprile 1991   | 28 giugno 1992   | X             |
|                                                             |                  | Alberto Ronchey (1926-2010)               | Indipendente                            | Amato I          | 28 giugno 1992   | 29 aprile 1993   | XI            |
| Ciampi                                                      | 29 aprile 1993   | Alberto Ronchey (1926-2010)               | Indipendente                            | 11 maggio 1994   |                  |                  | XI            |
|                                                             |                  | Domenico Fisichella (1935)                | Alleanza Nazionale - MSI                | Berlusconi I     | 11 maggio 1994   | 17 gennaio 1995  | XII           |
|                                                             |                  | Antonio Paolucci (1939-2024)              | Indipendente                            | Dini             | 17 gennaio 1995  | 18 maggio 1996   | XII           |
|                                                             |                  | Walter Veltroni (1955)                    | Partito Democratico della Sinistra      | Prodi I          | 18 maggio 1996   | 21 ottobre 1998  | XIII          |
| Beni e attività culturali (dal 9 novembre 1998)             |                  |                                           |                                         |                  |                  |                  |               |
|                                                             |                  | Giovanna Melandri (1962)                  | Democratici di Sinistra                 | D'Alema I        | 21 ottobre 1998  | 22 dicembre 1999 | XIII          |
| D'Alema II                                                  | 22 dicembre 1999 | Giovanna Melandri (1962)                  | Democratici di Sinistra                 | 26 aprile 2000   |                  |                  | XIII          |
| Amato II                                                    | 26 aprile 2000   | Giovanna Melandri (1962)                  | Democratici di Sinistra                 | 11 giugno 2001   |                  |                  | XIII          |
|                                                             |                  | Giuliano Urbani (1937)                    | Forza Italia                            | Berlusconi II    | 11 giugno 2001   | 23 aprile 2005   | XIV           |
|                                                             |                  | Rocco Buttiglione (1948)                  | Unione di Centro                        | Berlusconi III   | 23 aprile 2005   | 17 maggio 2006   | XIV           |
|                                                             |                  | Francesco Rutelli (1954)                  | La Margherita Partito Democratico       | Prodi II         | 17 maggio 2006   | 8 maggio 2008    | XV            |
|                                                             |                  | Sandro Bondi (1959)                       | Il Popolo della Libertà                 | Berlusconi IV    | 8 maggio 2008    | 23 marzo 2011    | XVI           |
|                                                             |                  | Giancarlo Galan (1956)                    | Il Popolo della Libertà                 | Berlusconi IV    | 23 marzo 2011    | 16 novembre 2011 | XVI           |
|                                                             |                  | Lorenzo Ornaghi (1948)                    | Indipendente                            | Monti            | 16 novembre 2011 | 28 aprile 2013   | XVI           |
| Beni e attività culturali e turismo (dal 24 giugno 2013)    |                  |                                           |                                         |                  |                  |                  |               |
|                                                             |                  | Massimo Bray (1959)                       | Partito Democratico                     | Letta            | 28 aprile 2013   | 22 febbraio 2014 | XVII          |
|                                                             |                  | Dario Franceschini (1958)                 | Partito Democratico                     | Renzi            | 22 febbraio 2014 | 12 dicembre 2016 | XVII          |
| Gentiloni                                                   | 12 dicembre 2016 | Dario Franceschini (1958)                 | Partito Democratico                     | 1º giugno 2018   |                  |                  | XVII          |
| Beni e attività culturali (dal 12 luglio 2018)              |                  |                                           |                                         |                  |                  |                  |               |
|                                                             |                  | Alberto Bonisoli (1961)                   | Movimento 5 Stelle                      | Conte I          | 1º giugno 2018   | 5 settembre 2019 | XVIII         |
| Beni e attività culturali e turismo (dal 21 settembre 2019) |                  |                                           |                                         |                  |                  |                  |               |
|                                                             |                  | Dario Franceschini (1958)                 | Partito Democratico                     | Conte II         | 5 settembre 2019 | 13 febbraio 2021 | XVIII         |
| Cultura (dal 1º marzo 2021)                                 |                  |                                           |                                         |                  |                  |                  |               |
|                                                             |                  | Dario Franceschini (1958)                 | Partito Democratico                     | Draghi           | 13 febbraio 2021 | 22 ottobre 2022  | XVIII         |
|                                                             |                  | Gennaro Sangiuliano (1962)                | Indipendente                            | Meloni           | 22 ottobre 2022  | 6 settembre 2024 | XIX           |
|                                                             |                  | Alessandro Giuli (1975)                   | Indipendente                            | Meloni           | 6 settembre 2024 | in carica        | XIX           |